# Luis Jesús Jiménez Borreguero
Luis Jesús Jiménez Borreguero es un cardiólogo e investigador clínico español especializado en imagen cardiovascular y en aplicaciones de inteligencia artificial (IA) en cardiología. Es jefe del Servicio de Cardiología del Hospital Universitario de La Princesa (Madrid). Entre 2007 y 2017 fue investigador sénior en el Centro Nacional de Investigaciones Cardiovasculares (CNIC).

## Biografía y cargos
Desde 2015 ejerce como jefe de sección del Servicio de Cardiología del Hospital Universitario de La Princesa (Madrid), donde lidera la Unidad de Imagen Cardíaca. Entre 2007 y 2017 desarrolló actividad como Senior Researcher en la Fundación CNIC (Departamento de Epidemiología, Aterotrombosis e Imagen).

## Actividad societaria
Ha sido presidente de la Asociación de Imagen Cardíaca de la Sociedad Española de Cardiología (SEC), desde donde impulsó actividades científicas y el congreso CardioImagen.

## Líneas de investigación y proyectos
Sus líneas de trabajo incluyen la imagen cardiovascular multimodal y la aplicación de IA al electrocardiograma (ECG) para la predicción de fibrilación auricular y la estratificación de riesgo. Ha sido coinvestigador en proyectos multicéntricos como el estudio PESA-CNIC-Santander de aterosclerosis subclínica, y ha participado en el ensayo METOCARD-CNIC de betabloqueo precoz en el infarto agudo de miocardio.

## Producción científica
Ha sido coautor en revistas de alto impacto en cardiología y biomedicina. Entre sus publicaciones destacan:
- Biomarcadores en miocarditis: Blanco-Domínguez et al. (con L. J. Jiménez-Borreguero como coautor). «A Novel Circulating MicroRNA for the Detection of Acute Myocarditis». New England Journal of Medicine 384(21): 2014–2027 (2021). doi:10.1056/NEJMoa2003608. PMID PMID 34042389.[12]
- IA y ECG (riesgo de FA): Melzi et al. (con L. J. Jiménez-Borreguero como coautor). «Analyzing artificial intelligence systems for the prediction of atrial fibrillation from sinus-rhythm ECGs including demographics and feature visualization». Scientific Reports 11: 22786 (2021).[13]
- IA y ECG (estudio longitudinal): Melzi et al. (con L. J. Jiménez-Borreguero). «Prediction of atrial fibrillation from sinus-rhythm electrocardiograms based on deep neural networks: Analysis of time intervals and longitudinal study». IRBM 44(6): 100811 (2023). doi:10.1016/j.irbm.2023.100811.[14]
- Inmunología y miocarditis: Cruz-Adalia et al. (con L. J. Jiménez-Borreguero). «CD69 limits the severity of cardiomyopathy after autoimmune myocarditis». Circulation 122(14): 1396–1404 (2010).[15]
- Biomarcadores ECG y FA: Sanz-García et al. (con L. J. Jiménez-Borreguero). «Electrocardiographic biomarkers to predict atrial fibrillation in sinus rhythm electrocardiograms». Heart 107: 1813–1819 (2021).[16]

## Divulgación y docencia
Ha intervenido en canales de la SEC (CardioTV/CanalSEC) sobre aplicaciones de IA en cardiología y actualización en imagen cardiovascular.

## Indicadores bibliométricos
Según sus perfiles académicos, sus trabajos han recibido miles de citas: Google Scholar indica más de 6.200 citas (consulta: 20 de agosto de 2025); ResearchGate recoge 211 publicaciones y ~5.200 citas (consulta: 20 de agosto de 2025).